# Korsør Kommune
Korsør Kommune i Vestsjællands Amt blev dannet ved kommunalreformen i 1970. Ved strukturreformen i 2007 blev den indlemmet i Slagelse Kommune sammen med Hashøj Kommune og Skælskør Kommune.

## Tidligere kommuner
Korsør havde været købstad, men det begreb mistede sin betydning ved kommunalreformen. 2 sognekommuner blev lagt sammen med Korsør Købstad til Korsør Kommune:
| Kommune            | Folketal 1. januar 1970 | Byer                      |
| ------------------ | ----------------------- | ------------------------- |
| Korsør Købstad     | 15.599                  | Korsør                    |
| Tårnborg           | 2.030                   | Frølunde Fed og Svenstrup |
| Vemmelev-Hemmeshøj | 2.282                   | Vemmelev                  |
| I alt              | 19.911                  |                           |

## Sogne
Korsør Kommune bestod af følgende sogne, alle fra Slagelse Herred:
- Halskov Sogn
- Hemmeshøj Sogn
- Sankt Povls Sogn
- Tårnborg Sogn
- Vemmelev Sogn

## Borgmestre[2]
| Navn                 | Parti             | Periode   |
| -------------------- | ----------------- | --------- |
| Poul Hvidtved Larsen | Socialdemokratiet | 1970-1978 |
| Povl Mortensen       | Socialdemokratiet | 1978-1991 |
| Flemming Erichsen    | Socialdemokratiet | 1991-2006 |

## Rådhus
Korsør Kommunes rådhus på Caspar Brands Plads 6 i Korsør blev indviet i 1941. I 2019 fik Søfartsstyrelsen adresse i det tidligere rådhus.